# Блажеевский, Чеслав
Чеслав Блажеевский (пол. Czesław Błażejewski; 15 октября 1931, Гурна-Овчарня, Люблинское воеводство, Вторая Речь Посполитая) — польский офицер госбезопасности, полковник Службы безопасности ПНР. В 1975—1987 — заместитель Вроцлавского воеводского коменданта милиции и начальника управления МВД по Службе безопасности. Член ПОРП, участник подавления протестов Солидарности и репрессий против Борющейся солидарности. В 1988—1990 — начальник Опергруппы N 3 при генконсульстве ПНР в Ленинграде.

## Карьера в госбезопасности
Родился в крестьянской семье из гмины Ополе-Любельске (Люблинское воеводство). Получил среднетехническое образование. Осенью 1956 прошёл курс подготовки в Офицерской школе КОБ в Легионово. В июне 1957 поступил в Службу безопасности МВД ПНР (СБ).
Занимал оперативные должности в Бюро W (контроль корреспонденции, 3 отдел — аналитика) и II департаменте (контрразведка, 2 отдел — борьба с британской агентурой). В 1960 Блажеевский завербовал в качестве информатора деятеля польской диаспоры в США Збигнева Петрыку. С 1966 капитан Блажеевский — инспектор, с 1971 — в звании майора заместитель начальника 2 отдела II департамента СБ. В 1972—1973 находился в Москве, прослушал курсы оперативной подготовки в Высшей школе КГБ СССР. С апреля 1974 подполковник Блажеевский — начальник 5 отдела II департамента (борьба с американской агентурой).
С июня 1975 Чеслав Блажеевский — заместитель Вроцлавского воеводского коменданта милиции, с 1983 — заместитель начальника Управления МВД по Службе безопасности. Комендантом и начальником управления являлся полковник Берначик. В июле 1977 ему присвоено звание полковника.

## В борьбе с «солидаристским» подпольем
Чеслав Блажеевский состоял в правящей компартии ПОРП, был сторонником коммунистического государства ПНР и строя реального социализма. На посту во Вроцлаве руководил подавлением оппозиционности и инакомыслия, особенно в кругах технической интеллигенции. Был непримиримым противником профсоюза Солидарность. Неуклонно проводил курс военного положения. При этом Блажеевскому длительное время не удавалось выявить в самой вроцлавской СБ активную подпольную группу капитана Харукевича.
Полковник Блажеевский отличился особой жёсткостью при подавлении протестов. Известен эпизод 31 августа 1982, в день массовых уличных выступлений «Солидарности»: Блажеевский сделал выговор офицеру милиции, пытавшемуся остановить зомовское избиение демонстранта.
Вроцлав был центром радикального антикоммунистического движения Борющаяся солидарность (SW). Во главе SW стоял Корнель Моравецкий, подпольной контрразведкой руководил Ян Павловский. Подпольщики вели с подчинёнными Блажеевского своеобразный оперативный и интеллектуальный поединок — вплоть до перехвата и расшифровки конфиденциальной информации СБ. Было налажено получение информации даже от жены Блажеевского — через её алкозависимую подругу и от одного из офицеров СБ — через его любовницу.
В 1983 был похищен на улице и вывезен в лес Матеуш Моравецкий — сын Корнеля Моравецкого, будущий премьер-министр Польши. В ответ подпольщики SW подожгли дачу начальника отдела вроцлавского СБ подполковника Новицкого. При этом поджоге произошла случайная ошибка — планировался поджог у самого Блажеевского, но под огонь попал соседний дом подполковника. Блажеевский, однако, вполне понял ситуацию.
Моравецкий-старший направил Блажеевскому письмо, в котором предупредил полковника о его личной ответственности за безопасность активистов и членов их семей. Было принято твёрдое решение — при повторении инцидента, подобного похищению Моравецкого-младшего, физически ликвидировать Блажеевского. Подпольщики досконально изучили места его пребывания и маршруты передвижений. Но акцию не пришлось осуществлять — внеправовых нападений на оппозиционеров во Вроцлаве не повторялось.
В феврале 1986 Блажеевский ставил оперативные задачи: ликвидировать подпольный забастовочный комитет во главе с Мареком Мушиньским и SW Корнеля Моравецкого, пресечь распространение нелегальных изданий. Но за год с небольшим в стране произошли серьёзные изменения. В мае 1987 к Блажеевскому был доставлен один из лидеров SW Войцех Мыслецкий. Начальник СБ повёл собеседование неожиданным образом: он сказал, что «на девяносто девять процентов» согласен с программой SW, но не стал бы публично требовать вывода из Польши советских войск и выхода из Организации Варшавского договора — потому что скоро в Польше установится демократия, советские войска уйдут сами, ОВД будет распущена. Всё это действительно произошло в ближайшие несколько лет.

## Перевод и отставка
30 сентября 1987 полковник Блажеевский был переведён из Вроцлавского управления в центральный аппарат МВД ПНР (в управлении его сменил полковник Короновский). Находился в распоряжении кадрового департамента. 15 февраля 1988 направлен в Ленинград начальником контрразведывательной опергруппы Wisła N3 при генеральном консульстве ПНР в СССР. В задачи опергруппы входило в основном наблюдение за гражданами ПНР.
Польские события конца 1980-х — новая забастовочная волна, Круглый стол, альтернативные выборы, создание некоммунистического правительства — прошли без участия Блажеевского. В конце июня 1990 он возвратился в Польшу, месяц спустя ушёл в отставку.
В Третьей Речи Посполитой Чеслав Блажеевский живёт частной жизнью, к ответственности не привлекался. Возмущение общественности вызывает получением Блажеевским повышенной офицерской пенсии.

## Скандальная связь
Среди подчинённых Чеслава Блажеевского во вроцлавской СБ был Здзислав Кметко, известный жестокостью и алчностью. Блажеевский ценил Кметко за оперативные успехи, но в 1984 вынужден был уволить из-за регулярных скандалов: избиение задержанного, получившее широкую огласку, присвоение земельного участка, конфискованного после ареста активиста «Солидарности». В будущем Кметко стал крупным предпринимателем, создал эффективную транспортную компанию, был арестован за финансовые махинации, выйдя из тюрьмы, бежал в Швейцарию. Комментаторы отмечали, что в минувшие годы Кметко пользовался особым расположением Блажеевского.